# Église Saint-Michel de Belváros
L'église Saint-Michel de Belváros (en hongrois : Szent Mihály-templom) est une église catholique romaine de Budapest, située dans le quartier de Belváros. 